# 最后的晚餐 (丁托列托)
《最后的晚餐》是意大利文艺复兴画家雅格布·丁托列托的一幅布面油画，绘制于 1592-1594 年，现藏于意大利威尼斯圣乔治马焦雷圣殿。这幅画采用风格主义的手法，构图复杂而且极度不对称。戏剧性的场景，符合反宗教改革和天主教会对宗教艺术的的观点信念。

## 类似作品
- 《最后的晚餐》
- 列奥纳多·达·芬奇的《最后的晚餐_(达芬奇)》
- 科西莫·羅塞利的《最后的晚餐 (罗塞利)》